# Hastula
Hastula is een geslacht van weekdieren uit de klasse van de Gastropoda (slakken).

## Soorten
- Hastula aciculina (Lamarck, 1822)
- Hastula acumen (Deshayes, 1859)
- Hastula alboflava Bratcher, 1988
- Hastula albula (Menke, 1843)
- Hastula androyensis Bozzetti, 2008
- Hastula brazieri (Angas, 1871)
- Hastula celidonota (Melvill & Sykes, 1898)
- Hastula cuspidata (Hinds, 1844)
- Hastula daniae (Aubry, 2008)
- Hastula denizi Rolán & Gubbioli, 2000
- Hastula exacuminata Sacco, 1891
- Hastula filmerae (G. B. Sowerby III, 1906)
- Hastula hamamotoi Tsuchida & Tanaka, 1999
- Hastula hastata (Gmelin, 1791)
- Hastula hectica (Linnaeus, 1758)
- Hastula imitatrix (Auffenberg & Lee, 1988)
- Hastula inconstans (Hinds, 1844)
- Hastula knockeri (E. A. Smith, 1872)
- Hastula lanceata (Linnaeus, 1767)
- Hastula leloeuffi Bouchet, 1983
- Hastula lepida (Hinds, 1844)
- Hastula lineopunctata (Bozzetti, 2008)
- Hastula matheroniana (Deshayes, 1859)
- Hastula parva (Baird, 1873)
- Hastula penicillata (Hinds, 1844)
- Hastula philippiana (Deshayes, 1859)
- Hastula puella (Thiele, 1925)
- Hastula rossacki Sprague, 2000
- Hastula rufopunctata (E. A. Smith, 1877)
- Hastula solida (Deshayes, 1857)
- Hastula strigilata (Linnaeus, 1758)
- Hastula tenera (Hinds, 1844)
- Hastula tenuicolorata Bozzetti, 2008
- Hastula tiedemani Burch, 1965
- Hastula venus Aubry, 2008
- Hastula westralica (Aubry, 1999)